# ذلفاوات
الذلفاوات أو الذبابة الاسود أو برغش الجاموس أو فصيلة سميولييدي (بالإنجليزية: Black fly) فصيلة من حشرات بعوضيات الشكل من ذوات الجناحين. ويوجد أكثر من 1800 نوع معروف من الذلفاوات (11 نوعًا منها قد انقرضت). غالبية تلك الأنواع تنتمي لفصيلة الذلفاوات الهائلة سيميليوم (Simulium). وغالبية الذلفاوات تعتمد في عملية التغذية على دماء الثدييات بالإضافة إلى دم الإنسان على الرغم من أن الذكور منها تعتمد في غذائها بالأساس على الرحيق. عادةً ما تكون أحجامها صغيرة، وألوانها رمادية أو سوداء وأرجل قصيرة، وقرون استشعار. وتسبب الذلفاوات إزعاجًا مستمرًا للبشر لدرجة أن العديد من الولايات الأمريكية لديها برامج لمكافحة الذلفاوات. فهي تنشر العديد من الأمراض، بما فيها العمى النهري في إفريقيا (الذلفاوات من نوع الذلفاء المؤذية الناقل لديدان الفلاريا والنيفي (neavei) المسبب لمرض العمى النهري) والأمريكتين (والذلفاوات من نوعسيمولم كاليدوم ونوعماتيليسوم في وسط أمريكا، ومن نوعأوكراكوم وفي وسط وشمال أمريكا).

## علم البيئة
يتم وضع البيض في الماء الجاري حيث تلتصق اليرقات بالصخور. فعملية التكاثر شديدة الحساسية فيما يتعلق بتلوث الماء. وتستخدم اليرقات خطاطيف صغيرة بمؤخرة بطونها لكي تُمسك بالمواد عن طريق مُثبتات حريرية وخيوط تُمكنها من التحرك أو الثبات في أماكنها. كما أنها تمتلك مراوح قابلة للطي تُحيط بأفواهها. وتتمدد تلك المراوح عند التغذية والإمساك أو تمرير الشوائب (الجسيمات العضوية والطحالب والبكتريا). وتقوم اليرقات بإدخال ما تلتقطه المراوح إلى أفواهها كل بضعة ثوانٍ. وتعتمد الذلفاوات على بيئة الماء الجاري في الحصول علي الطعام. فهى تدخل في مرحلة تخدر تحت الماء ثم تنبعث في فقاعات هوائية على هيئة بعوضات بالغة قادرة على الطيران. وغالبًا ما يتم الاعتداء عليها من قبل أسماك السلمون المرقط لدى عملية الانبعاث.
وتتغذى الذكور البالغة على الرحيق بينما تتغذى الإناث على الدماء. بعض الأنواع قد تجوب بعيدًا 40 ميل (64 كـم)عن أماكن بيئة التكاثر المائية بحثًا عن وجبات الدماء، بينما تكتفي الأنواع الأخرى بنطاق تجول محدود.
وتفضل الأنواع المختلفة مصادر استضافة مختلفة لوجبات الدماء، والتي تعكسها الأسماء الشائعة لتلك الأنواع. وهي تتغذى أثناء النهار، وبالأخص عندما تكون سرعة الرياح منخفضة.
الذلفاوات تكون أحادي الفقس أو متعدد الفقس وفقًا للنوع الذي ينتمي إليه. وعدد الأجيال التي ينتجها نوع معين من الآفات في كل عام ترتبط بقوة بالجهود البشرية في التحكم بتلك الآفات.
العمل الذي أجراه (بوب هاريس) (Bob Harris) عام 1986-1987 في جامعة بورتسموث [بحاجة لمصدر]يشير إلى أن الذلفاوات تهيئ الظروف داخل وسط أحشائه التي تتميز بحموضة عالية. وتهيئ البيئة الأساسية الظروف المثالية للبكتريا وتأييض السليلوز. فالحشرات لا يمكنها تأييض السليلوز بمفردها، ولكن وجود تلك البكتريا يسمح بعملية تأييض السليلوز إلى سكريات أساسية. فهذا الأمر يوفر الغذاء للذلفاوات والبكتريا على حد سواء. هذه العلاقة التكافلية تشير إلى تكيف محدد، بما أن تدفق تيارات جديدة لا يمكنها توفير التغذية الكافية بطرق أخرى لليرقات النامية [بحاجة لمصدر]

## الآثار الإقليمية لتزايد الذلفاوات
- في الأجزاء الأكثر رطوبة من خطوط العرض الشمالية من أمريكا الشمالية، بما في ذلك أجزاء من كندا، ونيو إنغلاند، وولاية مينيسوتا، وشبه الجزيرة العليا لولاية ميشيغان، تتضاعف أعداد الذلفاوات بأواخر أبريل إلى يوليو، لتشكل مصدر إزعاج للبشر الذين يرتبطون بنشاطاتهم اليومية العادية خارج منازلهم، مثل التنزه، وركوب القوارب، والتخييم، والتجول بحقائب الظهر. كما أنها قد تمثل مصدرًا للإزعاج بالمناطق الجبلية.
- وتمثل الالذلفاوات خطرًا داهمًا للثروة الحيوانية في كندا، فهي تتسبب في فقد الوزن في الأبقار والموت في بعض الأحيان.[6]
- وتدير ولاية بنسلفانيا بالولايات المتحدة، أكبر برنامج فردي لمكافحة الذلفاوات بشمال أمريكا. ويُنظر للبرنامج على أنه مفيد على صعيدي الحياة الصحية للسكان وقطاع السياحة بالولاية.[7]

وكانت * بعوضة بلاندفود (البعوضة الذلقاء) قد شكلت في إنجلترا مشاكل بالصحة العامة بالمنطقة المحيطة بميدان بلاندفورد، دورست، بسبب أعدادها الضخمة والتقرحات الناجمة عن لدغاتها. حيث تمت السيطرة في نهاية المطاف من خلال التطبيقات الحذرة لعصوية التورنجية. وفي صيف 2010 كان هناك ارتفاع حاد للدغات الحشرات التي أُرجعت لبعوضة بلاندفورد واحتاج الذين أصيبوا بتلك اللدغات علاجًا بالمستشفيات.
وفي* نيوزيلاندا توجد «البعوضة الرملية» والتي تعد من أحد أنواع الذلفاوات.
- كما أن أنواعًا مختلفة من الذلفاوات تمثل إزعاجًا ومصدرًا لتلقي اللدغات لسكان بعض الأجزاء من اسكتلاندا في الفترة بين شهر مايو وسبتمبر. وتتواجد بشكل أساسي في غابات البتولا والعرعر المختلطة، وعلى مستويات أدنى في غابات الصنوبر، والمراعي البرية. وغالبًا ما تكون تلك اللدغات بالرأس والرقبة والظهر. كما أنها في بعض الأحيان قد تصيب الساقين والذراعين.

## الصحة العامة
يوجد أربعة أجناس فقط في عائلة سيموليدي وهى سيمولم وبروسيمولم وأستروسيمولوم، وكنيفيا، تشمل أنواعًا تتغذى على دماء البشر بينما تفضل الأنواع الأخرى أن تتغذى على الثدييات الأخرى أو الطيور. ويعد نوع سيمولم، الأكثر انتشارًا وناقلًا لأمراض عدة منها داء العمى النهري.
ويمكن للحشرات البالغة الانتشار في عشرات أو مئات الكيلومترات من مناطق التكاثر في الماء العذب المتدفق ووضعها تحت سيطرتها بمساعدة الرياح السائدة مما يعقد جهود المكافحة. ويمكن لسلوك الاحتشاد أن يجعل النشاطات التي تتم خارج المنزل غير سارة بالمرة ولا يمكن تحملها، كما أنها قد تضر بإنتاج الثروة الحيوانية. وفي أثناء القرن الثامن عشر كانت «بعوض جوليوباتس» (Golubatz fly) (سيمولم كولومباسكينس) حشرة سيئة السمعة في وسط أوروبا. حتي أنواع الذلفاوات التي لا تلدغ قد تسبب إزعاجًا بسبب احتشادها في الفوهات، وسواء كانت مزيجًا من ذكور أنواع لا تتغذى على دماء البشر أو تتطلب وجبات من الدماء قبل وضع بيضها.
لدغات الذلفاوات مسطحة وتتم أولًا عن طريق تمديد الجلد باستخدام الأسنان الموجودة على شفا الجوف ثم كشطها بواسطة الفك العلوي والفك الأسفل، وقطع الجلد وتمزيق الشعيرات الدموية. ويتم تسهيل عملية التغذية من خلال تخثر قوي في لعاب البعوضة. ويقوم البعوض باللدغ خلال ساعات النهار فقط، وتقل لدغاته أو تنعدم في مناطق الجلد الرقيق كمؤخرة العنق ومنطقة الكاحل.
وفي بعض الأحيان تصاب منطقة اللدغة بالحكة والالتهاب والتورم. وقد يكون التورم واضحًا وظاهرًا تبعًا لنوع البعوض واستجابة المناعة لدى الفرد المصاب بالإضافة إلى تهيج قد يستمر لأسابيع. وقد تُسبب التغذية المفرطة «حمى الذلفاوات» يصحبها صداع وغثيان وارتفاع درجة الحرارة وتضخم الغدد الليمفاوية وألم المفاصل، وهذه الأعراض قد تكون ردة فعل لمركب ما موجود بالغدد اللعابية في البعوض. وقد تتطلب حالات الحساسية النادرة علاجًا داخل المستشفى.
قد توفر المواد الطاردة بعض الحماية من لدغات البعوض. المنتجات التي تحتوي على العنصر النشط ديت (التوليومايد ثنائي الإثيل) أو بيكاريدن هي الأكثر فاعلية. ومع ذلك وبالنظر إلى محدودية فعالية المواد الطاردة، فإن الحماية من لدغات البعوض تتطلب اتخاذ تدابير احتياطية، كتجنب الأماكن التي يسكنها الذباب، وتجنب أوقات الذروة التي يقوم فيها الذباب باللدغ، وارتداء ملابس ثقيلة ذات ألوان فاتحة بالإضافة إلى قمصان طويلة الأكمام، وسراويل طويلة وقبعات. وفي الحالات التي تكون فيها أعداد البعوض كبيرة ولا يمكن تجنبها، فإن الشبكة التي تستخدم في تغطية الرأس «كغطاء النحل» الذي يستخدمه النحالون بإمكانها أن توفر الحماية اللازمة.

### العمى النهري
بعض أنوات الذلفاوات هي ناقل الطفيلية والديدان الخيطية كلابية الذنب المتلوية التي تسبب داء كلابية الذنب، أو «العمى النهري». وهي بمثابة اليرقات المضيفة للديدان الخيطية وتعمل الناقل والتي من خلالها تنتشر الأمراض. ويعيش الطفيلي على جلد الإنسان وينتقل إلى البعوضة السوداء أثناء عملية التغذية. ويُعتقد أن اللدغة الناجمة عن بعوضة سيمولم بروينوزم ذات صلة بتطور مرض الفقاع البرازيلي (Fogo Selvagem)، الشكل الوبائي من الفقاع القرطاسي، القرني الفقاعي.[بحاجة لمصدر]